# Pascal Ier
Pascal Ier, mort le 11 février 824 à Rome, est une personnalité ecclésiastique romaine qui devient évêque de Rome le 25 janvier 817, considéré comme le 98e pape suivant la tradition catholique. 
Son court pontificat, contemporain de l'apogée de l'Empire carolingien en Occident et des diverses crises qui traversent l'Empire byzantin, a pour cadre la ville de Rome où s'affrontent la noblesse séculière et un clergé monté en puissance.
Issu lui-même des rangs ecclésiastiques, ce pontife autoritaire, voire autocratique, tente de s'imposer parfois violemment au parti des aristocrates romains proche des autorités carolingiennes, tout en faisant preuve avec ces dernières d'une activité diplomatique soutenue. La consolidation territoriale qu'il obtient du pouvoir carolingien projette la papauté sur la scène européenne tout en augmentant son prestige sur le plan local, positionnant en outre celle-ci au sommet de la hiérarchie spirituelle. Dans le cadre de la seconde crise iconoclaste qui agite Constantinople, Pascal fait de Rome un refuge pour le clergé iconophile en exil tout en restant prudent vis-à-vis des autorités religieuses de Constantinople.
Son pontificat est marqué par l'important programme architectural qu'il imprime à Rome, menant à bien une exceptionnelle activité d'édification, reconstruction, décoration et dotation de plusieurs églises de la Ville dont la splendeur matérielle, encore visible de nos jours, célèbre tant la gloire de celle-ci que son propre rôle à la tête de son Église.
Considéré comme un saint par l'Église catholique, il figure au Martyrologe romain qui le célèbre en date 11 février.

## Sources
Pascal a laissé peu de traces dans les archives textuelles. Comme pour la plupart des premiers papes du Moyen Âge, la principale source concernant son règne est le Liber Pontificalis, une compilation dont les auteurs sont, pour la période en question, souvent des collaborateurs du Latran, proches des événements en cours, travaillant probablement à partir de matériaux de chancellerie. Ceux-ci se concentrent plutôt d'une part sur la restauration et la reconstruction des lieux de culte de la ville, et d'autre part, sur la récupération des reliques des martyrs et leur translation dans la ville tandis qu'ils ne livrent que peu d'informations sur ce qui se passe à Rome en dehors de l'administration pontificale et encore moins sur les événements contemporains.

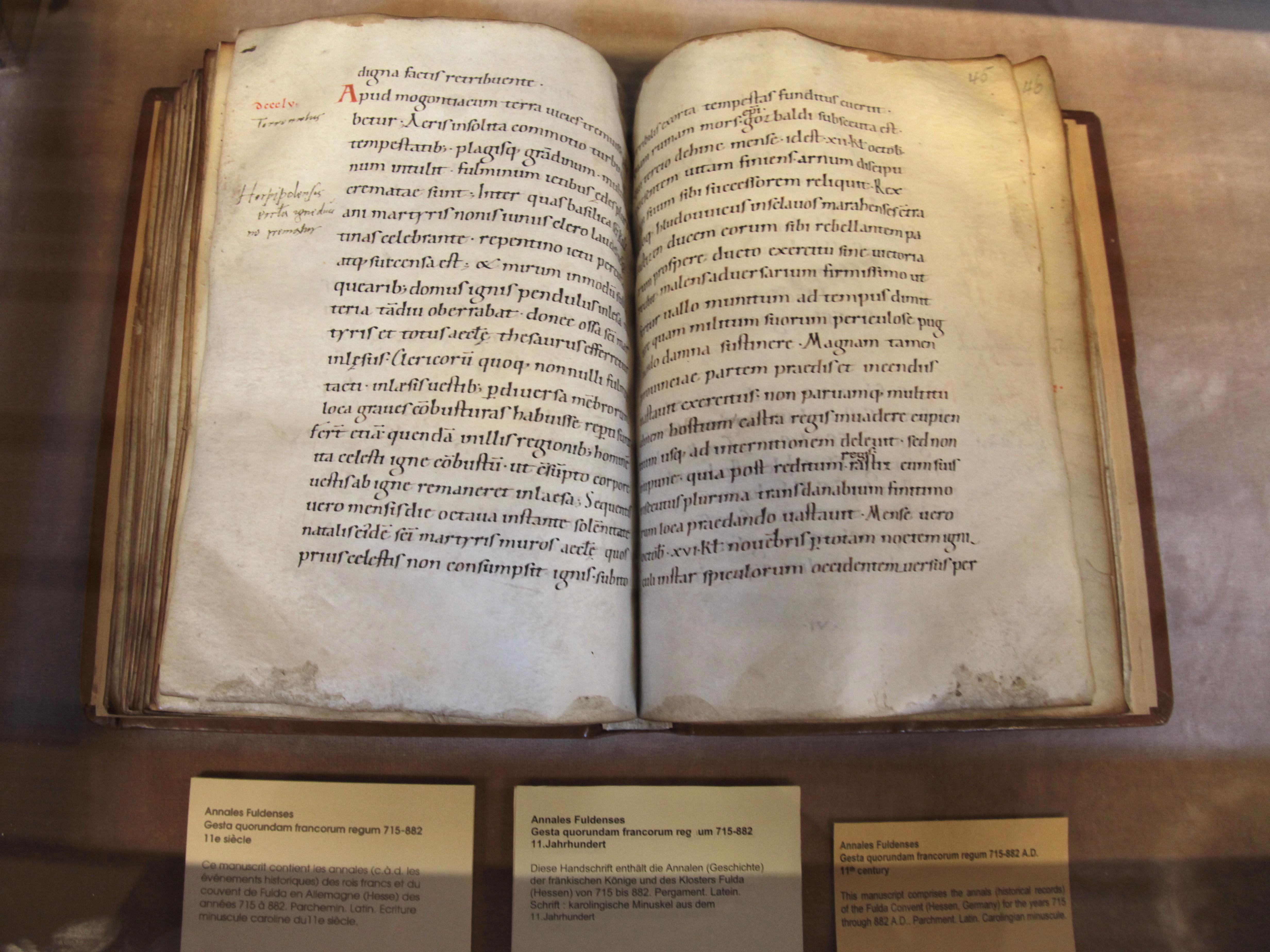
Annales de Fulda, manuscrit du XIe siècle conservé à la bibliothèque humaniste de Sélestat.

Ces éléments sont complétés par les Annales regni Francorum compilations de documents issus de la cour franque qui s'étendant de 741 à 829. Ceux-ci apportent un éclairage supplémentaire sur la situation romaine au cours de ces décennies, et attestent de l'implication croissante de la cour franque dans les événements en Italie voire au sein des affaires pontificales. On trouve également quelques relations des rapports entre le pouvoir Franc et Rome dans certaines chroniques provenant de centres monastiques ou épiscopaux importants, à l'instar des Annales de Fulda. Les biographies contemporaines des empereurs francs fournissent en outre quelques informations supplémentaires sur les papes et les romains qui y jouent toutefois des rôles mineurs.
Enfin, on a conservé cinq lettres de Pascal, dont l'une adressée à l'empereur d'Occident Louis le Pieux, les autres concernant des échanges cléricaux avec différents abbés ou évêques. 

## Contexte

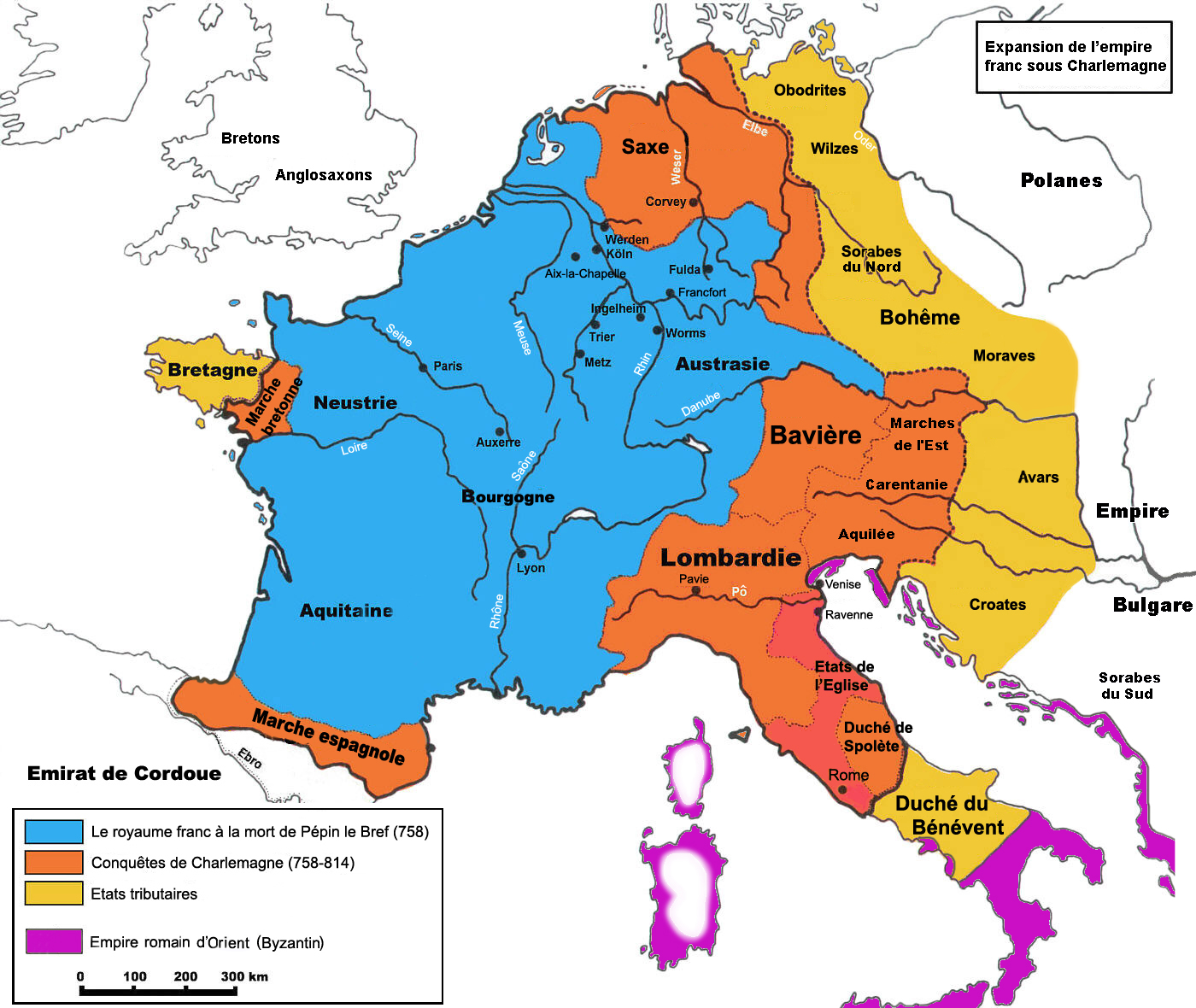
Empire carolingien au tournant du IXe siècle.

Depuis le milieu du VIIIe siècle, une grande instabilité règne à Rome dont la population s'est réduite à une cinquantaine de milliers d'habitants — voire peut-être même à beaucoup moins — et où s'affrontent la noblesse séculière et un clergé monté en puissance. Si la situation s'apaise quelque peu à partir de 778 avec l'élection d'Adrien Ier, diplomate issu des rangs de la noblesse, les conflits entre les différents groupes reprennent au siècle suivant et les pontifes issus du clergé doivent faire face à de solides opposants parmi les aristocrates romains et sont régulièrement les cibles d'attaques parfois brutales, elles-mêmes réprimées avec sauvagerie. De plus au tournant des VIIIe et IXe siècles, les frontières de l'autorité et de la juridiction sont en pleine évolution et les pouvoirs temporels byzantin et carolingien tentent d'utiliser l'instabilité de Rome à leur profit.
Du côté de l'Empire carolingien, l'empereur Louis le Pieux doit faire face à des problèmes de succession et de répartition des territoires. Il partage l'Empire en royaumes séparés entre ses fils, Lothaire recevant la majorité des terres franques dont l'Italie, toujours sous la férule de son cousin Bernard d'Italie nommé roi par Charlemagne. Placés sous l'autorité de Lothaire devenu co-empereur, Bernard et ses partisans se rebellent mais sont matés par Louis, laissant le jeune Lothaire comme seul souverain de la péninsule où il s'occupe essentiellement des affaires du nord, moins regardant sur Rome et les États pontificaux.
L'Empire byzantin est lui traversé par une succession de crises politiques et religieuses. L'arrivée au pouvoir de l'impératrice Irène l'Athénienne puis de Nicéphore Ier traduit par un affaiblissement qui perdure jusqu'en 815 : incursion arabes sous la direction du calife Hâroun ar-Rachîd, offensives victorieuses du khan bulgare Kroum... Un coup d'État porte au pouvoir l'empereur bizantin Léon V l'Arménien en 813, qui rétablit quelque peu la situation en signant notamment une trêve durable avec les Bulgares. Sur un plan religieux, son règne ouvre à un rétablissement de l'iconoclasme, en opposition avec le patriarche Nicéphore Ier de Constantinople et l'influent Théodore Studite qui doivent s'exiler. 

## Pontificat

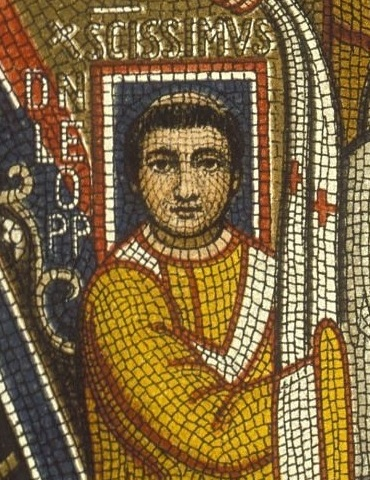
Détail d'une mosaïque du triclinium leoninum du palais du Latran figurant Léon III, Rome, c. 799.

### Formation
Pascal est apparemment d'origine romaine mais rien n'est connu de sa famille sinon qu'il pourrait être le fils d'un certain Bosonus et que son origine doit être modeste. Éduqué à l'école du palais du Latran où il étudie les Écritures et la psalmodie, il est élevé à la prêtrise par Léon III avant de poursuivre une carrière dans l'administration pontificale qui l'amène au rang de sous-diacre avant d'être nommé abbé du monastère de Saint-Étienne des Abyssiniens, près de Saint-Pierre au Vatican, un parcours ecclésiastique et monastique qui semble témoigner d'une carrière étoffée avant d'accéder à l'épiscopat romain. Des auteurs modernes ont même fait de lui le cardinal en titre de la basilique Sainte-Praxède de Rome, une tradition plausible dans la mesure où le cardinalat romain soit apparu au VIIIe siècle mais non corroborée par les sources. 
Pascal est élu au trône pontifical un jour après la mort soudaine de Étienne IV le 24 janvier 817 et est intronisé dès le lendemain, dans une hâte qui semble vouloir prévenir les tentatives d'immixtion du pouvoir temporel de l'empereur des Romains Louis le Pieux. 

### Règne

#### Pouvoir carolingien

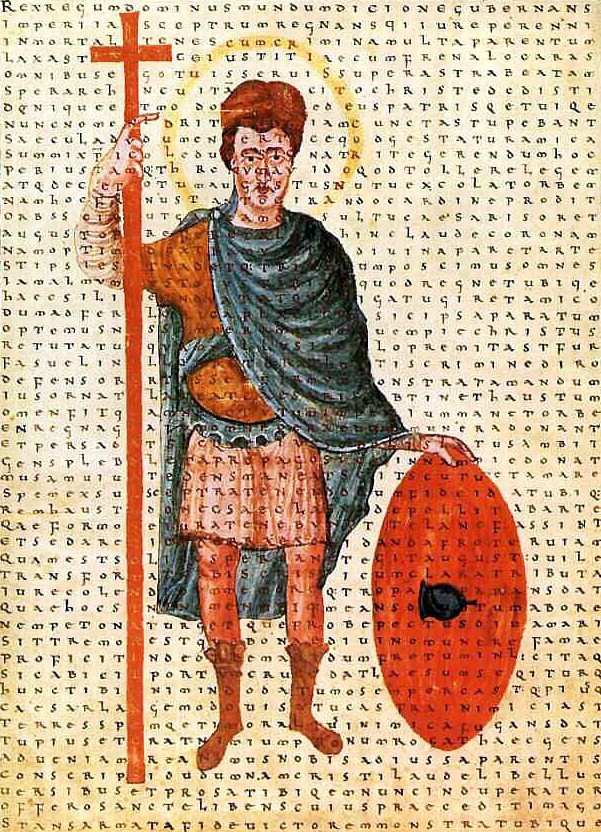
Miniature contemporaine de l'école de Fulda datant de 826, représentant Louis le Pieux. Liber de laudibus Sanctae Crucis, Bibliothèque apostolique vaticane.

Le règne de Pascal dure un peu plus de sept années pendant lesquelles il agit pour confirmer et renforcer les accords conclus entre ses prédécesseurs et les empereurs carolingiens Charlemagne et son fils Louis le Pieux concernant les territoires du Saint-Siège et la juridiction pontificale dans ce territoire et à Rome.
En effet, aussitôt élu, Pascal envoie à ce dernier une ambassade en charge d'aboutir les accords avec la couronne franque entrepris par Étienne IV, accords que Louis le Pieux traduit dans le Pactum Ludovicianum (en) qui confirme à l'évêque de Rome les concessions territoriales faites par Charlemagne tant pour les États pontificaux que pour les territoires d'Italie centrale situés hors de ceux-ci — qui sont énumérés pour la première fois — ainsi qu'il garantit son aide si leur intégrité venait à être menacée.
Ce soutien de la dynastie carolingienne, en renforçant de la sorte l'idée d'une souveraineté papale sur Rome et le territoire du Latium, projette la papauté sur la scène européenne tout en augmentant son prestige sur le plan local : l'évêque de Rome se trouvant promu en modèle et en référent, la papauté se situe plus qu'auparavant au sommet de la hiérarchie spirituelle.   
Si l'on ne sait pas grand-chose des relations du pape et de l'empereur carolingien dans les six premières années de son pontificat, il semble néanmoins que les deux cours aient régulièrement échangé des envoyés. Ainsi l'évêque de Rome envoie en 821 une délégation pontificale à Thionville à l'occasion du mariage de Lothaire Ier avec Ermengarde de Tours puis, à son tour, accueille l'archevêque de Reims Ebon en 822 envoyé à Rome par Lothaire qui l'a choisi pour l'évangélisation des Danois. Pascal charge également l'archevêque de cette mission en compagnie de Halitgaire de Cambrai, et le nomme légat pontifical pour les régions nordiques.   
Lorsque Lothaire, co-empereur depuis 817, se rend en Italie en 823, le souverain pontife l'invite à Rome pour y être solennellement consacré de ses mains, ce que Lothaire accepte, sans doute avec l'accord de son père : au cours d'une cérémonie célébrée le dimanche de Pâques, Pascal remet au jeune souverain une épée symbolisant le pouvoir temporel nécessaire à l'élimination du mal. C'est ainsi à partir de ce pontificat que l'on reconnaît généralement à l'évêque de Rome le droit de couronner l'Empereur dans la Ville éternelle.   
Toutefois, l'indépendance du souverain pontife, cantonnée essentiellement aux questions de dogme, de discipline et de liturgie, reste largement limitée et marquée d'une indéniable sujétion vis-à-vis des autorités franques sur le plan politique. En effet lors de son déplacement à Rome pour sa consécration, Lothaire Ier se comporte comme un arbitre dans le conflit qui oppose le souverain pontife au parti aristocrate romain et au sujet de l'autonomie de l'abbaye de Farfa : l'abbé de ce monastère traditionnellement lié aux carolingiens obtient de Lothaire qu'il s'oppose aux tentatives pontificales de perception d'un tribut qui aurait privé les religieux de la pleine possession de leurs biens.  
L'empereur édicte d'ailleurs après la mort de Pascal une Constitutio romana qui réduit singulièrement le pouvoir de l'évêque de Rome dans le domaine judiciaire, soumet son élection à l'approbation d'un missus impérial installé de manière permanente à Rome, ainsi qu'elle le contraint à prêter un serment d'alliance et d'amitié avec l'empereur franc.

#### Crise iconoclaste

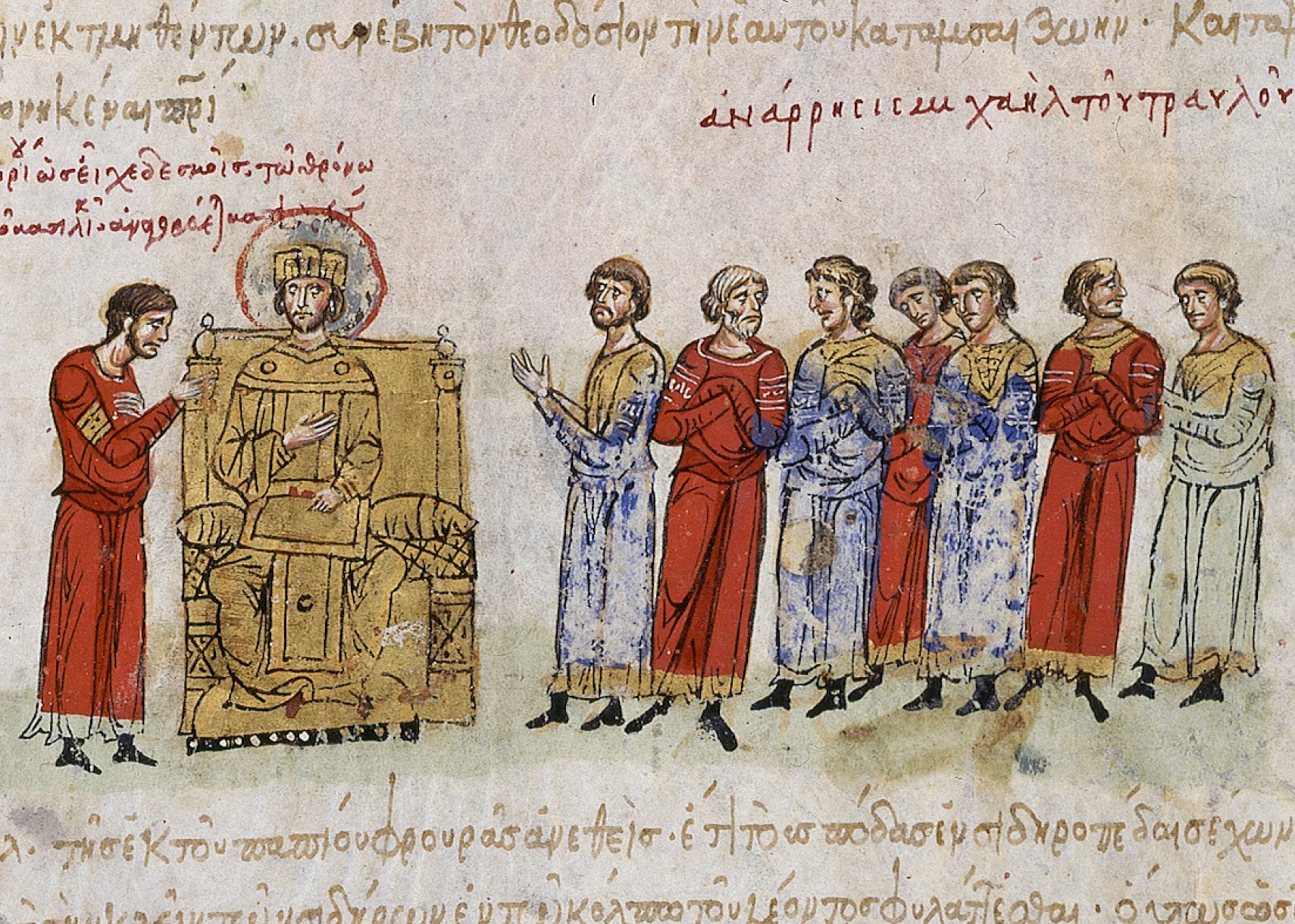
Michel II l'Amorien et sa cour, illustration de la Chronique de Skylitzès de Madrid, XIIe siècle.

Lorsque l'empereur byzantin Léon V l'Arménien, rétablit l'iconoclasme et chasse le patriarche Nicéphore Ier de Constantinople pour lui substituer Théodote Ier Cassitéras, certains iconodules, au nombre desquels Méthode Ier de Constantinople, trouvent refuge à Rome où ils entreprennent de défendre leur cause auprès Pascal, bientôt confortés par son refus de recevoir une ambassade du nouvel empereur byzantin et le bon accueil qu'il semble faire aux demandes de Théodore Studite qui, de son exil, sollicite la tenue d'un concile œcuménique sur le sujet, à l'initiative de Rome. Lorsque en 820 Léon V est assassiné par la faction de Michel II l'Amorien qui s'installe sur le trône, Méthode se rend à Constantinople porteur d'un Tomos d'orthodoxie de l'évêque de Pascal destiné à au nouveau souverain ; mais ce dernier fait aussitôt saisir, fouetter et enfermer l'envoyé, le traitant de factieux.  
Entre-temps, Pascal a fait construire un monastère à proximité de la basilique Sainte-Praxède pour accueillir les moines iconophiles réfugiés à Rome pour fuir les persécutions. L'empereur d'Orient sollicite d'ailleurs Louis le Pieux afin qu'il l'aide à faire renoncer Pascal à cette politique d'accueil, une demande qui reste lettre morte. En outre, à cette nouvelle période iconoclaste byzantine correspond, à l'opposé, une efflorescence d'images et de splendides mosaïque à Rome voulues par le souverain pontife au point qu'on a pu écrire que « l'art ne fut jamais plus vivant ni plus fécond à Rome qu'au temps de la lutte iconoclaste ».

#### Gouvernement autoritaire

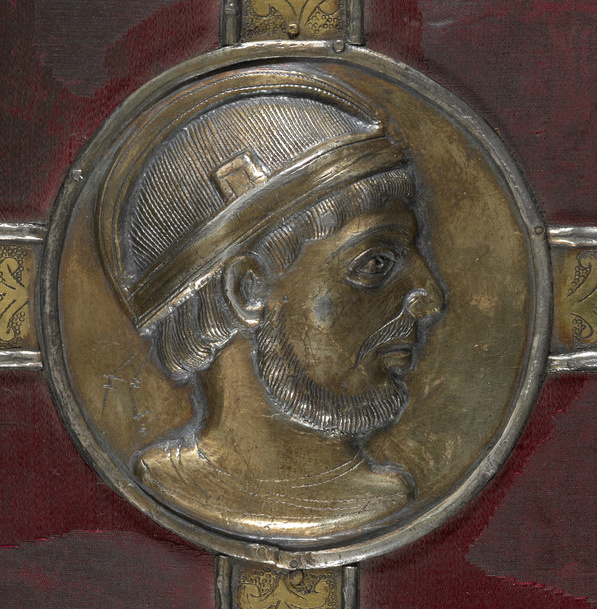
Médaillon d'argent du psautier de Lothaire Ier à son effigie (IXe siècle), British Library.

Si le Liber Pontificalis décrit Pascal comme quelqu'un « lent à la colère et prompt à la pitié, ne rendant à personne le mal pour le mal (...) mais toujours compatissant », les sources franques semblent plutôt témoigner d'un règne autoritaire suscitant l'hostilité de la noblesse romaine qui cherche bientôt appui auprès du jeune Lothaire pour contrer le parti clérical. C'est dans ce contexte que sont aveuglés puis décapités deux des hauts fonctionnaires les plus importants du Latran, le premier notaire Théodore et son beau-fils, le nomenclator Léon, vraisemblablement en raison de leur allégeance envers Lothaire plutôt qu'à la papauté.   
Les deux hommes ayant précédemment servi en tant qu'envoyés à la cour franque, Pascal Ier, incriminé par la rumeur dans cette exécution, envoie un démenti à la cour impériale, ce qui n'empêche pas Lothaire Ier de dépêcher une commission d'enquête dont les tentatives pour découvrir la vérité restent vaines. Néanmoins Pascal, se défendant de toute complicité, se voit imposer de prêter un « serment purgatoire » (purgatio per sacramentum) devant un synode de trente-quatre évêques, tout en arguant de la légalité de l'exécution des deux hommes.     
Cet épisode dénote d'un gouvernement autoritaire, dur, voire autocratique de la part de Pascal Ier, qui le fait généralement détester de la population romaine et lui aliène de nombreux ennemis. Peu après ces évènements, lorsque Pascal meurt inopinément de maladie le 17 mai 824, ses funérailles se déroulent dans une telle atmosphère insurrectionnelle que sa dépouille ne peut être ensevelie à Saint-Pierre comme initialement prévu : ses restes demeurent sans sépulture jusqu'à ce que son successeur Eugène II, soutenu à la fois par la noblesse romaine et les autorités franques, soit bien installé et les fasse inhumer en la Basilique Sainte-Praxède de Rome.     

### Bâtisseur
Complètement muet sur les événements politiques du règne de Pascal Ier qui pourraient refléter une image négative de l'évêque romain, le Liber Pontificalis consacre a contrario l'intégralité de son récit à la dévotion vouée par le souverain pontife aux les cultes des saints et martyrs chrétiens de Rome, ainsi qu'à son exceptionnelle activité de reconstruction, d'édification, de décoration et de dotation de plusieurs églises de la ville. Cette activité témoigne de la volonté de Pascal que ce soit l'initiative pontificale qui façonne l'image de Rome, qui doit d'ailleurs à cet évêque deux des trois plus imposantes églises construites dans la Ville éternelle entre les VIe et XIIe siècles.

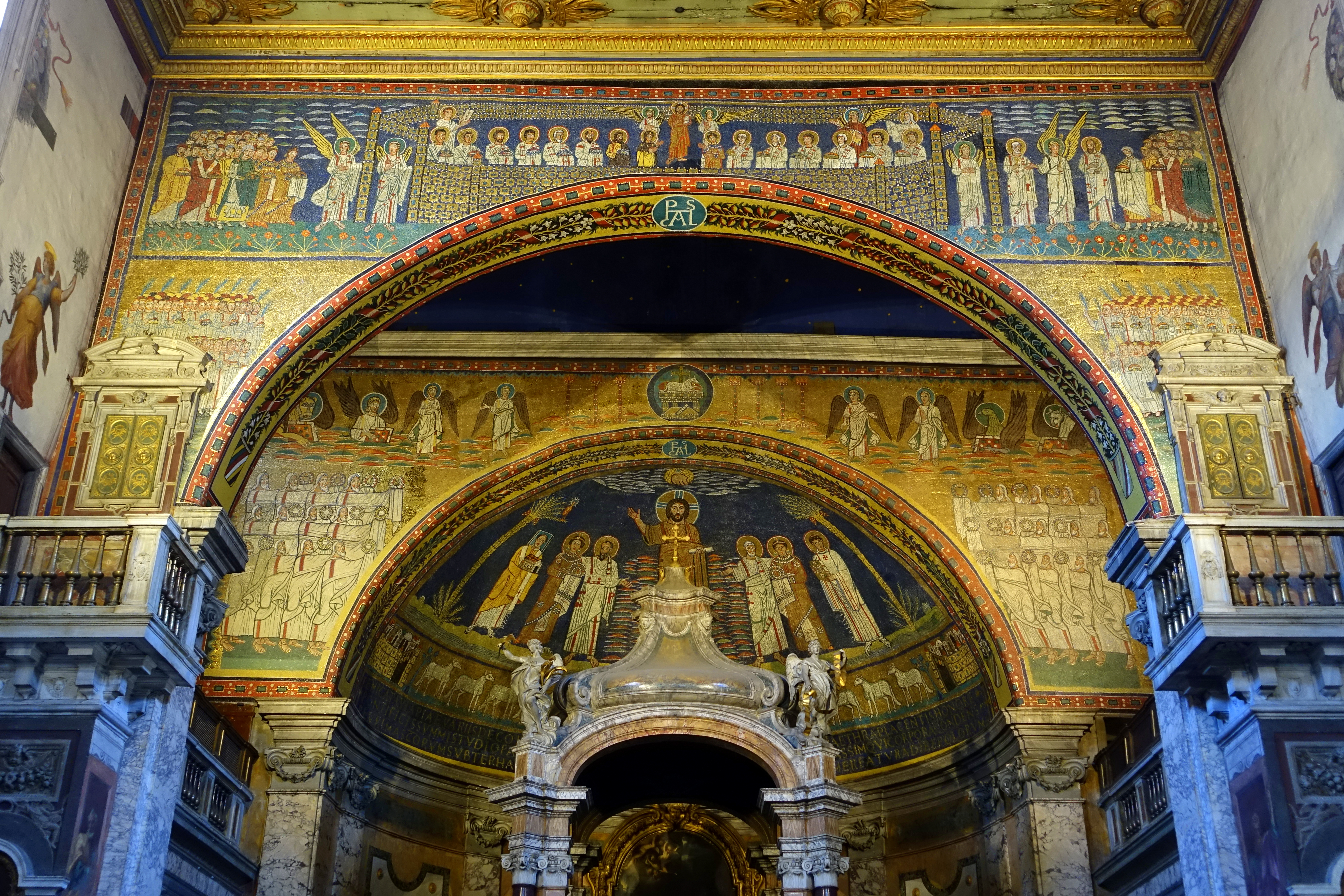
Mosaïques dans l'abside de la Basilique Sainte-Praxède de Rome avec au-dessus et au milieu, en bleu, le monogramme de Pascal Ier.

En effet, malgré la brièveté de son règne, le volume des réalisations mobilisant architecture, sculpture, mosaïques, peintures murales ou encore ferronnerie ou orfèvrerie est remarquable et de nombreuses survivances attestent encore qu'en ce début du IXe siècle, Rome est clairement un centre majeur d'érection d'édifices religieux somptueusement décorés, sans d'ailleurs que les importantes ressources financières nécessaires ne semblent manquer. 
Le programme architectural de Pascal se concentre principalement sur la reconstruction de trois églises — Sainte-Cécile-du-Trastevere, Santa Maria in Domnica et Sainte-Praxède — ainsi que sur d'importantes réfections des antiques basiliques de Sainte-Marie-Majeure et de Saint-Pierre. Les églises choisies sont situées des endroits important de la ville médiévale, le long des principales voies où se déroulent les processions liturgiques et dans des zones densément peuplées et les trois premières, reconstruites pour être hautes, larges et droites, sont dotées d'intérieurs fastueux, ornés de marbre et de mosaïques. À l'instar de la pratique de Léon III avant lui, Pascal s'assure que son nom, son image et ses insignes pontificaux apparaissent de manière bien visible dans ces projets dont la splendeur matérielle célèbre la gloire à la ville de Rome et son propre rôle à la tête de son Église. D'ailleurs, à la différence de son prédécesseur, il n'y inclut pas d'images de l'empereur.

## Culte
Le nom de Pascal a été porté au calendrier au XVIe siècle par l'historien ecclésiastique Cesare Baronio à la date du 14 mai, mais il en a été retiré en 1963. Considéré comme un saint par l'Église catholique, il figure au Martyrologe romain en date 11 février.  